# 加藤茶
加藤 茶（かとう ちゃ、1943年〈昭和18年〉3月1日 - ）は、日本のコメディアン、ミュージシャン、司会者、ドラマー、俳優。
ザ・ドリフターズのメンバーとしてテレビ・映画に多数出演。1960年代後半から70年代前半にかけて子供達の間で人気者となる。ドリフの活動縮小後は、加トケンやこぶ茶バンドでも活躍した。
本名︰加藤 英文（かとう ひでゆき）。身長163cm。
愛称は「カトちゃん（加トちゃん）」「ヒデ坊」「チャー坊」など。父はギタリストの平八郎（たいら はちろう）。

## 来歴

### 生い立ち
1943年、東京府東京市世田谷区（現：東京都世田谷区）生まれ。5歳の夏（1948年）の1か月間だけ母親・寿磨子（1916年〜1980年）の実家・愛媛県新居浜市に住む。12歳の時、ギタリストの父親・平八郎（1915年〜1955年）が癌を患ったため、母親、妹とともに父親の郷里・福島県福島市へ転居し福島で育った。
少年時代には平泳ぎが得意で、中学生のときの全校水泳大会の自由形では、他の選手が全員クロールのなか、加藤だけが平泳ぎだったのにもかかわらず1着になったというエピソードがある。
その後、無線に興味があったことから、電気学園福島工業高等学校に入学。

### ドリフターズ加入まで
1960年の正月に叔母に会いに上京した際、滞在中に高校中退を決断し、トロンボーン奏者を目指してスターダスターズのバンドボーイに就く。しかし、トロンボーンは高額で容易に入手できないことが分かると、ドラマーに捨てておいてと頼まれたドラムスティックを削って再生し、ドラムのチコ菊池からドラムを1日8時間、1週間教えてもらう。
その半年後に、横浜にいる菊池の兄のバンドのドラマーとして加入。スターダスターズを辞めたのは、ある日手当ての100円をマネージャーに催促したところマネージャーに100円を投げつけられ、この態度に怒った加藤はそのマネージャーとの喧嘩に発展し、クビになったからである。
その後、1961年にドラマーとしてクレージーウエストにメンバー入りし、仲本コージ（後の仲本工事）と出会う。
1962年、碇矢長一（後のいかりや長介）と同時期に、「桜井輝夫とザ・ドリフターズ」のメンバーに加入した。

### ドリフターズ加入後
1964年には、ドリフ初レギュラー番組『ホイホイ・ミュージック・スクール』での「加トちゃんぺ」のギャグが受け、一躍人気者になる。放送作家の田村隆によれば、『ホイホイ』の収録で90秒の音楽ギャグのオチがよくないとみんなでいろいろ考えていたところに、ディレクターの白井荘也が「小野チン（小野ヤスシのニックネームであった）が、ヒゲ付けて目玉を寄せてぶっ倒れるオチにしよう」と提案してきたが、小野がこれに拒否的な態度をみせたことで（当時ディレクターは反論など許されないような絶対的な存在だった）、周囲の穏やかな空気が止まったのを察知した加藤が「それ僕がやります」と自らその役を買ってでて演じたことから生まれたギャグだった。そして、付け髭の糊が剥がれやすかったために、たびたび2本指で押さえていたものがギャグとして通用したと加藤本人が語っている。
1964年、ドリフが分裂し（詳細は当該項目を参照）、小野ヤスシらはドリフを脱退して「ドンキーカルテット」を結成するが、加藤はいかりやとともにドリフに残留した。新生ドリフ活動開始直後、当時所属していた渡辺プロダクションの先輩・ハナ肇に「芸事で飯を食っていこうとするのなら、水に係わりのある芸名にした方がいい。お前は、みんなから「加トちゃん」って呼ばれてるんだから、加藤茶にしなさい」と言われ、加藤茶になった。

### 全員集合で大ヒット
1969年より『8時だョ!全員集合』にて、さまざまな一発芸をヒットさせ、1970年代前半には小学生の間でカリスマ的存在になる。

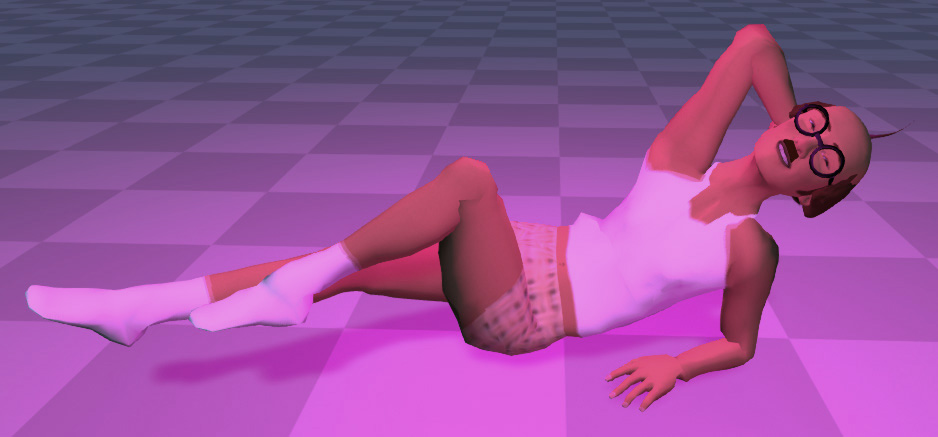
「ちょっとだけヨ」の例

社会や人間関係の縮図をデフォルメした初期のコントや映画においてはお笑い（いつも損をする役、イジメられ役、道化）の中心で、ドリフターズ・メンバーの中で最も持ちネタやギャグが多かった。特に『全員集合』で披露した、「タブー」の曲に合わせて踊る「ちょっとだけヨ」で大ブレイク。同時期に「1、2、3、4、やったぜ加トちゃん!ぐるっと回ってウンコチンチン」も大人気となった。
このころ加藤は、付き人兼居候として志村けん、運転手としてすわしんじ（後のすわ親治）を抱えていた。本人曰く、1974年3月の荒井注脱退の際、いかりやは新メンバーとして豊岡豊の加入を考えており、芸能雑誌ではすわしんじも候補に挙がっていたが、加藤が「（長年ドリフに付き、コントの作り方もよく知り、また芸能活動経験もすでにあった）志村を加入させた方がいい」と強く主張し、これにいかりやが折れてまだ当時無名の存在だった志村が新メンバーに決まった。
志村が一躍人気者となった後は、一手にギャグを受け持つ存在から、志村とのコンビで笑いを生み出す存在へと立ち位置を変化させた。特にドリフ大爆笑では志村と息の合ったコントを披露していた。このことが、『全員集合』の後番組『加トちゃんケンちゃんごきげんテレビ』『KATO&KENテレビバスターズ』へつながっていき、加藤と志村は加トちゃんケンちゃんと呼ばれるようになった。その反面、往年のギャグを披露することはあまりなくなった。
新生ドリフでは、『全員集合』終了までソロ活動を行わせなかったといかりやは語っているが、加藤はクレージーキャッツの植木等と映画で共演していた。
なお、いかりやの著書『だめだこりゃ』によれば、かつて加藤はドリフを辞めようとしたことがあるとのこと。旧知の仲である小野ヤスシは、ドリフを脱退してドンキーカルテットを結成する際に加藤を誘ったが、いかりやと前リーダーでオーナーの桜井輝夫らの説得で残留した。このころはプロダクションには所属しておらず、前リーダーの桜井輝夫がオーナーとして関わっており、前出の「お前、どうするんだ?」と説得したのは桜井とされている（いかりやは加藤を直接説得はしていない。また桜井も普通に「どうするんだ?」と尋ねたに過ぎなかった）。また、ドンキーカルテット側からも「すでにカルテット（四人組）名義で仕事を取り付けてしまったためにグループ名を再び変更する必要がある」「辛うじて世間に顔が売れている加藤が残留すればドリフは存続する」との事情から加藤に対し「ドリフに残った方がいい」と進言されたとしている。その一方で、小野やジャイアント吉田らが正式にドリフを脱退していないにもかかわらず、まだ活動を始めていない「ドンキーカルテット」としての仕事を取り付けたことに違和感を感じたことも、ドリフへの残留を決めた動機の一つであるとされている。
このころ、クレー射撃は加藤が一番巧く、公式大会での優勝記録も多数残している。本人によると「協会からオリンピック代表候補の打診もあったが、ドリフが一番忙しい時期だったので、事務所に行かせてもらえなかった」というほどの腕前であった。なおクレー射撃の銃所持免許は、度重なる交通違反による前歴から取消処分を受けている。また競艇のファンでもあり、ボートレース振興会のキャンペーンの冊子にも登場したことがある。また競艇の大レースのプレゼンターを行うこともある。

### 『全員集合』終了後
『加トケン』終了後は単独でバラエティ番組に出演するかたわら、俳優としての活動も行い、主演ドラマ『パパと呼ばせて!』では映画『アパートの鍵貸します』でのジャック・レモンを彷彿させる独身の中年男を好演し、NHK総合テレビで放送の『武蔵坊弁慶』では、それまでのイメージを覆す非常にシリアスな役を演じた。また「加トちゃんBAND」「こぶ茶バンド」を率い、お笑いだけでなく、本来の持ち芸であるミュージシャンとしての活動も活発化させた。『はぐれ刑事純情派』では、鑑識官を演じた。
1987年11月に18歳年下の女性と結婚。その披露宴の模様は11月21日に『加トちゃんケンちゃんごきげんテレビ』内で録画中継され、芸能人の結婚披露宴中継では郷ひろみ、森進一、渡辺徹に次ぐ歴代4位となる36.3%の高視聴率を記録した。その妻とは2003年3月に熟年離婚をしたが、「病気療養中のいかりやに心配をかけないように」との心遣いから、離婚のことはいかりやの死後まで公表しなかったという。前妻との間には2男1女がいる。
1990年に発表された高額納税者の俳優・タレント部門では10位（前年15位）の6609万円だった。
1993年に発表された高額納税者の俳優・タレント部門では20位（前年19位）の5881万円だった。

### 2000年代
2004年、いかりやが死去したことに伴い、ドリフ最古参メンバーとなった。いかりやの葬儀の際には最古参メンバーということで、年長の高木ブーに代わって弔辞を読んだ。このなかで、加藤は「これから俺たち4人で、ドリフターズ、やっていくよ。あんたが残した、財産だからね。（中略）あ、でもそっちからいきなり『全員集合』って言われても、俺たちすぐには行けないからね…」と語りかけた。
2006年9月、長女の文代がデビュー。
2006年10月30日、微熱と体のだるさが1か月以上続く体調不良により緊急入院。同年12月のこぶ茶バンド公演も出演中止が決まった。病名は"Stanford A型大動脈解離"だと本人が2006年12月26日の会見で発表、生還を果たしリハビリ中であることを語った。実際の会見では「スタンダードA型大動脈解離」と言い間違えている。この際に彼を看病したのは、熟年離婚をした元妻であった。この手術の際の検査により、長年AB型だと思っていた血液型が実際にはA型であると判明した。仕事復帰は困難ともいわれたが、わずか4か月で『鬼嫁日記 いい湯だな』に出演するかたちで復帰した。2008年には『24時間テレビ 「愛は地球を救う」』のチャリティーマラソンランナーに内定していたが、「Stanford A型大動脈解離」の影響により辞退することとなった。

### 2010年代
2011年3月1日、フジテレビ『カスペ!』枠で加藤の芸能生活50年を記念しての特別番組『ドリフ大爆笑!! 加藤茶芸能生活50周年』が放送された。
2011年、長男と同い年である23歳の女性と、68歳にして再婚したことが報じられた。入籍は6月23日で、45歳の年齢差（『スポーツ報知』2011年8月1日）。当時、妻の父親は37歳、母親は44歳だったという（『女性セブン』2011年8月18日号）。入籍当初は新妻がマスコミの前に登場することはなかったが、2012年3月1日に、埼玉県越谷市の結婚式場「ベルヴィ ギャザホール ザ・シーン」で行われた結婚式と披露宴で、初めて姿を見せた。以来、夫婦でテレビ出演することが増え、2012年12月には加藤綾菜の名で、自身がプロデュースするアクセサリー類の通販サイト『P.E（ピーイー）』を立ち上げている。
結婚当初妻は“財産目当て”などの冷ややかな野次を浴び続け、週刊誌などのバッシングを受けていたが、2019年10月10日放送分の『直撃!シンソウ坂上SP』では、パーキンソン症候群と戦う加藤のリハビリを支えるなどの献身ぶりが伝えられた。また、綾菜の父親は多数の事業を手掛ける実業家であり、実際は加藤茶の”逆玉”であったと後に報じられている。

### 2020年代
2020年4月1日、前月29日に志村が2019新型コロナウイルス感染に伴う肺炎で急逝したことをうけ、残されたドリフのメンバーとともにフジテレビの追悼特番に出演し、番組内で弔辞を述べることが報じられた。内容は、先に逝去したいかりやへの弔辞を彷彿とさせるものであった。加藤は弔辞の中で、「天国の長さんも、まさかお前が最初に来るなんて思ってなかっただろうなぁ。ビックリしたと思うよ。長さんの次は高木ブーだと思っていたもんな。」と早すぎる死に触れ、「5人がそっちに『全員集合』したら、そっちのお客さんを『大爆笑』させようぜ。約束だぞ」と語りかけ、「ゆっくりと休んでくれ。大好きな志村よ」と締めくくった。

## 加藤茶太郎
1969年ごろより舞台で禿げヅラに丸メガネにちょびヒゲ、ステテコに着物を着た酔っ払いに扮することが多くなり、これが後に加藤茶の代表キャラ「加藤茶太郎」となる。そもそもこの禿げヅラ、丸眼鏡、ちょびヒゲはクレイジーキャッツの植木等が演じたキャラクターが元となっており、実際に舞台上で植木等と同じ扮装をして共演したこともあった。なおこの禿げヅラは特製で、舞台でいかりやや志村に強めに叩かれてもヘルメットの役割も果たしていたことを加藤は語っている。ちょびヒゲは当初は付け糊で装着していたことで「加トちゃんぺ」のギャグが誕生したものの、途中からはメイクで描くようになった。1990年代からは加藤のキャラはほぼこのキャラクターで定着しており、『志村けんのバカ殿様』やテレビのCMに出演する際もこのキャラクターで登場する場合が多い。禿げヅラの真ん中に一本毛が追加されている。のちにタレントショップ（かつて原宿・竹下通りに自身のショップを持っていたこともあった）や自身のホームページなどで売られるキャラクターグッズも、それらを装着した姿をモチーフにしたものが多い。

## 持ちギャグ
- 「いかりやに、おっこられた」
- 「いかりやの怒りは爆発だ!志村を惜しむら!仲本の中をもとう!荒井は荒い!」
- 「痛いの痛いの飛んでけー」
- 「1、2、3、4、やったぜ加トちゃん!ぐるりと回ってウンコチンチン!」
- 「今加ト思いました。シ加トするなー」
- 「えぇど、えぇど、おい!」
- 「おーおー珍し珍し」
- 「俺たち○○するかなあ?（または、これ合ってますかね?間違ってますかね?）」「分かりません。」「ピッカピッカのー1年生、ビシッ!」（志村けんとのペア）
  - 当時放送されていた学習雑誌『小学一年生』（小学館）のTVCMが元ネタ（実際に子役が上記のようなやり取りを演じていた年があった）。
- 「母ちゃん（もしくは、母さん）、一本付けろや」（全員集合の母ちゃんコント内にて、いかりや扮する母親に向かっての発言）
- 「加トちゃんでございますよー」
  - このギャグから芸名がハナ肇によって「加藤茶」と付けられた。
- 「加トちゃんペッ!」
  - 旧ドリフ時代から使用されている、唯一のギャグである。
- 「来た、来た、来た、来た、来た、日刊アルバイトニュース!」「来た、来た、来た、来た、来た、北の湖ー」
  - 舞台の端で来たと叫ぶ加藤に仲本と志村がやってきてまず日刊ー、で二人がコケる。続いて加藤が反対側の端に行き、同様に来たと叫ぶと次は北の湖でコケる二本一組のギャグ。
- 「5秒前!（5）、4、3、2、1!」「でーん（まーん、にーん）」（変な顔をする、いかりや長介とのペア）
  - 志村けん、仲本工事が競馬ノミ行為問題で謹慎中のいわゆる“三人ドリフ”の時期に、苦し紛れから生み出されたギャグ。
- 「週刊新潮は明日発売でーす」
  - 何かの拍子に童謡『赤とんぼ』のメロディが流れた直後に言う（当時放送されていた同誌のTVCMのパロディ）
- （「英語で鉛筆は?」「ペンシル」「では英語でタバコは?」に続いて）「タバコ、シル」
- 「ちょっとだけよ、あんたも好きねえー」
  - ラテンのスタンダード・ナンバー「タブー」を伴奏にストリップを真似る。このギャグが人気を博したため「タブー」がヒットすることにもなった。この台詞は、広島のストリップ劇場にいたストリッパーの台詞をそのまま使ったものという[22][23]。
- 「どうもすんづれい（失礼）しますたー」
  - お巡りさんに扮し『女のみち』を歌い自転車で登場する際の挨拶。加藤が福島県出身のため、東北訛りが入っている。
- 「仲本（加藤）さん、○○されましたなあ」「（背中を向けて）いやー、参った参った」（「参った」に合わせて自分の後頭部を叩く）（仲本工事とのペア）
  - 初期ではその後に荒井注が「私も○○されましたなあ。いやー、参った参った」と言おうとして、いかりやに突っ込まれるパターンがあった。
- 「バカみたい」
  - ザ・ビートルズの日本公演での前座でのギャグ。
- 「ひっきしっ!（くしゃみ）」
  - 加藤の代表的ギャグのひとつ。
  - くしゃみの後に、上から降って来る金盥等に直撃されるのがお約束となっている。
- 「ブエー（吐き真似）」
- 「ポリポリポリ!マッハ!痒いー!」
- 「まぁこのぉー」
  - 田中角栄が多用したフレーズをギャグにしたもの。
- 歌舞伎役者
- 牛乳早飲み
- ヒゲダンス
- ヘコヘコ歩き

## 出演
ここではソロ活動での出演作のみを記述する。ザ・ドリフターズとしての出演作についてはザ・ドリフターズを参照。

### テレビ番組
- 加トちゃんケンちゃんごきげんテレビ（1986年 - 1992年、TBSテレビ）
- ゲーム・史上最大の作戦 → 加ト茶の史上最大の作戦!!（1986年 - 1987年、TBSテレビ） - 司会
- やったぜ!加トちゃん（1987年、TBSテレビ） - 司会
- 加トちゃんケンちゃん光子ちゃん（1987年 - 1994年、フジテレビ）
- いつみ・加トちゃんのWA-ッと集まれ!!（1988年、フジテレビ） - 司会
- 加トちゃん逸見のクイズスターの素顔ウラ顔（1988年 - 1991年） - 司会
- 加トちゃんケンちゃんスペシャル（1989年 - 1991年、テレビ朝日） - 司会
- 歌のビッグファイト!（1989年、テレビ東京） - 司会
- クイズ! 加トちゃんの1! 2! 3!（1989年 - 1990年、フジテレビ） - 司会
- クイズ日本昔がおもしろい（1989年 - 1991年、TBSテレビ） - 逸見政孝司会期の3枠解答者
- KATO&KENテレビバスターズ（1992年、TBSテレビ）
- ウッチャンナンチャンの炎のチャレンジャー これができたら100万円!!（1995年 - 2000年、テレビ朝日）
- 加トちゃんマチャミのお台場CHA・CHA!!（1997年、フジテレビ）
- CHA2KEN-TV（1997年 - 1998年、フジテレビ）
- 加ト・けん・たけしの世紀末スペシャル!!（1998年12月19日、フジテレビ）
- こぶ茶クラブ（1999年10月 - 2000年3月）
- 地元発信! 東京ジモティ（2001年 - 2002年、フジテレビ） - 司会
- インタラクTV クイズ・あの日その時（2003年 - 2004年、NHK BShi） - レギュラー解答者
- 日本史サスペンス劇場（2008年 - 2009年、日本テレビ） - 小林一茶 役、一休宗純 役、豊臣秀吉 役、徳川家斉 役、桂小五郎 役、徳川光圀 役
- ザ・テレビっ子 TV60年“懐かし番組”大集合！（2013年8月22日、NHK BSプレミアム） - 萩本欽一と対談
- 加ト・けん・だん吉・ぴー介のお刺身定食腹ペコスペシャル!!（フジテレビ）[要検証 – ノート][いつ?]

### テレビドラマ
- 武蔵坊弁慶（1986年、NHK総合テレビ） - 徳 役
- 空と海をこえて（1989年9月16日、TBSテレビ） - 矢野高志 役
- 霊感商法株式会社〜星に呪いを〜（1991年8月19日、TBSテレビ） - 主演・常盤矩成 役
- パパと呼ばせて!（1992年、テレビ東京） - 主演・一色一郎 役
- 土曜ワイド劇場 怪人食いしんぼ！フグで殺す（1996年4月27日、テレビ朝日） - 島円造 役
- はぐれ刑事純情派（テレビ朝日）
  - 第11シリーズ 第7話「未練!? 愛妻弁当を盗む男」（1998年5月13日）
  - 第12シリーズ 第27話「浄蓮の滝に立つ女！伊豆長岡、母と娘の絆の秘密…1枚の写真が悪徳検事の黒い欲望を暴いた!?」（1999年9月29日）
  - 三波健治警部補（鑑識課） 役
    - 第14シリーズ - 第15シリーズ（2001年 - 2002年）
    - SP「東京-稚内-礼文島北の最果て宗谷岬、それぞれの旅立ちさよなら、三波主任！」（2003年1月1日）
    - SP「東京-九州唐津、玄界灘に消えた男と女デパ地下グルメ完全犯罪を暴け！」（2005年1月1日）※退職後の出演
- 君が教えてくれたこと（2000年、TBSテレビ） - 雨宮洋平 役
- ホステス探偵危機一髪 3（2001年6月25日、TBSテレビ） - 倉田仁 役
- 女医・優〜青空クリニック〜（2004年、東海テレビ） - 島村内科部長 役
- 税務調査官・窓際太郎の事件簿 12（2005年1月10日、TBSテレビ） - 馬場俊二 役
- こちら本池上署 第5シリーズ 第9話（2005年8月8日、TBSテレビ） - 津田正助 役
- 検事・朝日奈耀子 4（2006年1月14日、テレビ朝日） - 真鍋治郎 役
- 銀座高級クラブママ・青山みゆき 1（2006年9月13日、テレビ東京） - 神主 役
- 鬼嫁日記 いい湯だな（2007年、関西テレビ） - 山崎竜五郎 役
- オトコの子育て（2007年、朝日放送・テレビ朝日） - 大平万作 役
- 占い師みすず 事件は運命の彼方に 3（2008年6月23日、TBSテレビ） - 三枝刑事 役
- 外科医 須磨久善（2010年9月5日、テレビ朝日） - 三田 役
- 水戸黄門 第43部 第9話「楓に惚れた手筒花火師 -吉田-」（2011年9月5日、TBSテレビ） - 茂兵衛 役
- ABC創立60周年記念スペシャルドラマ 境遇（2011年12月3日、朝日放送・テレビ朝日） - 店主 役
- 大崎郁三の事件散歩（2012年6月30日、テレビ朝日） - 稲森成二 役
- 御鑓拝借〜酔いどれ小籐次留書〜（2013年1月1日、NHK総合テレビ） - 磯村主馬 役
- お助け屋☆陣八（2013年、読売テレビ） - 四代目俥屋陣八（五代目俥屋陣八の祖父） 役
- 拘置所の女医 2（2013年8月17日、テレビ朝日） - 山口実 役
- 魔性の群像 刑事・森崎慎平 3（2015年11月9日、TBSテレビ） - 村山猛 役
- 警視庁ゼロ係〜生活安全課なんでも相談室〜（2016年 - 、テレビ東京） - 国仲春吉 役
- 家裁調査官・山ノ坊晃 2（2017年7月9日、テレビ朝日） - 田崎守 役
- 小京都連続殺人事件 4（2019年2月9日、フジテレビ） - 阿部永次 役
- 時効警察はじめました 第4話（2019年10月11日、テレビ朝日） - 加藤茶（本人） 役
- 藤子・F・不二雄 SF短編ドラマ「定年退食」（2023年4月16日、NHK BSプレミアム・NHK BS4K） - 主演・おじいさん 役[24]

### ラジオ番組
- 加トちゃんのビバノンラジオ全員集合（1994年 - 1996年、ニッポン放送）
- 加トちゃんのラジオでチャッ!チャッ!チャッ!（1996年 - 1998年、ニッポン放送）
- 加トちゃんの黄金伝説'98 → 加トちゃんのスーパー黄金伝説 → 加藤茶のちょっとだけよ（1998年 - 2006年、ニッポン放送）

### CM
- タイガー魔法瓶工業 餅つき機「力じまん」 - 志村けんとの共演。
- はごろも缶詰 こつぶ
- ロート製薬 パンシロン内服液 - 志村けん、池波志乃、松方弘樹、ガッツ石松、田代まさし[25]との共演。
- はごろも缶詰 ポポロスパゲッティソース
- カトキチ 冷凍さぬきうどん
- カトキチ お好み焼
- サンヨー食品 サッポロ一番からくちラーメン
- サントリー 冷撰洋酒（1993年）[26] - 三浦友和との共演。
- 日東あられ新社 えびせんサラダ（1994年 - ）[27][28]
- シマノ - 江口洋介との共演。
- ポッカコーポレーション あっぱれ静岡茶（1998年）[29]
- 日本パソコン学院 アビバ（2000年まで）[30]
- クレハ（2000年 - 2001年）
- 秋葉原電気街振興会（2001年）
- 東京三菱キャッシュワン（2002年 - 2004年） - 加藤晴彦、森田あつ子との共演。
- サントリー C.C.レモン - 歌とクシャミのみでの出演。
- ロッテ キシリトールエクシー（2009年）
- サントリー BOSS 大人の流儀（2010年） - 加藤剛、北大路欣也、松坂慶子との共演。
- サントリー 企業CM「上を向いて歩こうC」篇、「見上げてごらん夜の星をC」篇（2011年）
- キリンビール 氷結 シチリア産レモン（2016年）[31]
- サントリー 伊右衛門（2018年）[32]
- さがみ典礼（2018年6月 - 左とん平の後を受けて出演。2024年11月からは妻の加藤綾菜と共演。）

### 映画
- 日本一のゴマすり男（1965年、東宝）
- 逢いたくて逢いたくて（1966年、日活）
- てなもんや東海道（1966年、東宝）
- 夢は夜ひらく（1967年、日活）
- 幕末てなもんや大騒動（1967年、東宝）
- てなもんや幽霊道中（1967年、東宝）
- 喜劇 大風呂敷（1967年、日活）
- クレージーメキシコ大作戦（1968年、東宝）
- 日本一の裏切り男（1968年、東宝）
- クレージーのぶちゃむくれ大発見（1969年、東宝）
- 日本一のワルノリ男（1970年、東宝） - この作品から下記の『日本一のショック男』まで植木等とのダブル主演。
- だまされて貰います（1971年、東宝）
- 日本一のショック男（1971年、東宝）
- 流れ板七人（1997年、東映）
- ビッグ・ショー! ハワイに唄えば（1999年、東宝）

### 舞台
- 喜劇 極楽町一丁目 〜嫁姑地獄篇〜（2004年1月、芸術座）
- 蛇蝎のごとく（2004年8月・9月、ル テアトル銀座/名鉄ホール） - 古田修司 役
- 女将の花道 -笑売繁盛物語-（2010年1月、博多座）
- 新版 喜劇 売らいでか! -亭主売ります-（2011年1月・2014年1月、シアター1010）
- 新版 人生は、ガタゴト列車に乗って…（2013年3月 - 、東宝、シアター1010 ほか）
- 新版 喜劇 極楽町一丁目 -嫁姑千年戦争-（2016年、シアター1010 ほか） - 横田 役[33]
- 年が暮れ･るYO明治座大合戦祭（2018年12月28日 - 31日、2019年1月19日、明治座、梅田芸術劇場）ｰ  武田信虎 役

## 題材にした作品

### ゲーム
- PCエンジン用ソフト カトちゃんケンちゃん（1987年、ハドソン） - 志村けんとの共演。
- アーケード用メダルゲーム 加トちゃんの日本全国くるくる列車でペ（2004年、カプコン）
- ニンテンドーDS用ソフト 対戦!! 加トちゃんのころろんぺ！（2008年、サイバーフロント）

## 著作

### 著書
- 『加藤茶パーソナルブック home』（カエルム、2023年9月、ISBN 978-4908024535）

### 寄稿
- 志村けん『志村けん 160の言葉』（青志社、2020年8月、ISBN 978-4865901061）「志村がいた日々」
- 高木ブー『アロハ 90歳の僕』（小学館、2023年4月、ISBN 978-4093891028）「ブーさんと私」

### インタビュー
- 朝日新聞夕刊 「人生の贈りもの」（2008年12月1日 - 12月5日）
- 聖教新聞社 「ワールド セイキョウ」（2020年1月23日）

## ディスコグラフィ

### シングル
| 枚                         | 発売日                 | タイトル                                                 | 規格品番               | 収録曲                                            | 備考 | オリコン最高位         |
| 東芝EMI / 東芝レコード     | 東芝EMI / 東芝レコード | 東芝EMI / 東芝レコード                                   | 東芝EMI / 東芝レコード | 東芝EMI / 東芝レコード                            | 東芝EMI / 東芝レコード | 東芝EMI / 東芝レコード |
| -------------------------- | ---------------------- | -------------------------------------------------------- | ---------------------- | ------------------------------------------------- | --- | ---------------------- |
| ザ・ドリフターズ名義       | 1976年9月5日           | 加藤茶のはじめての僕デス / 志村ケンの全員集合 東村山音頭 | TP-10084               | 加藤茶のはじめての僕デス                          | オリジナルは、子役時代の宮本浩次（エレファントカシマシ）が歌っている。 | 8位                    |
| ザ・ドリフターズ名義       | 1976年9月5日           | 加藤茶のはじめての僕デス / 志村ケンの全員集合 東村山音頭 | TP-10084               | 志村ケンの全員集合 東村山音頭                     | 原曲は「東村山音頭」。 | 8位                    |
| ファンハウス               |                        |                                                          |                        |                                                   | |                        |
| 1st                        | 1995年5月25日          | ズンドコ伝説                                             | FHDF-1472              | ズンドコ伝説                                      | 先輩の植木等が紅白で歌唱し、瞬間最高視聴率を記録したヒット曲メドレー「スーダラ伝説」に続く形で制作・発売された、加藤のソロによるドリフターズのヒット曲メドレーで、スマッシュ・ヒットを記録。同名のアルバムには、エンディングのセリフが大人向けになっている「ADULT VERSION」で収録されており、その後に出たザ・ドリフターズのベストアルバム『ドリフだよ!全員集合 青盤』にもこのバージョンで収録された。しかし、『ザ・ドリフターズ・ベストコレクション』にはシングル・バージョンで収録されるなど、アルバムにより収録バージョンが異なる場合がある。 | 65位                   |
| 1st                        | 1995年5月25日          | ズンドコ伝説                                             | FHDF-1472              | ズンドコ伝説 (オリジナル・カラオケ)               | 先輩の植木等が紅白で歌唱し、瞬間最高視聴率を記録したヒット曲メドレー「スーダラ伝説」に続く形で制作・発売された、加藤のソロによるドリフターズのヒット曲メドレーで、スマッシュ・ヒットを記録。同名のアルバムには、エンディングのセリフが大人向けになっている「ADULT VERSION」で収録されており、その後に出たザ・ドリフターズのベストアルバム『ドリフだよ!全員集合 青盤』にもこのバージョンで収録された。しかし、『ザ・ドリフターズ・ベストコレクション』にはシングル・バージョンで収録されるなど、アルバムにより収録バージョンが異なる場合がある。 | 65位                   |
| 1st                        | 1995年5月25日          | ズンドコ伝説                                             | FHDF-1472              | ズンドコ伝説 (RADIO EDIT)                         | 先輩の植木等が紅白で歌唱し、瞬間最高視聴率を記録したヒット曲メドレー「スーダラ伝説」に続く形で制作・発売された、加藤のソロによるドリフターズのヒット曲メドレーで、スマッシュ・ヒットを記録。同名のアルバムには、エンディングのセリフが大人向けになっている「ADULT VERSION」で収録されており、その後に出たザ・ドリフターズのベストアルバム『ドリフだよ!全員集合 青盤』にもこのバージョンで収録された。しかし、『ザ・ドリフターズ・ベストコレクション』にはシングル・バージョンで収録されるなど、アルバムにより収録バージョンが異なる場合がある。 | 65位                   |
| 2nd                        | 1995年5月25日          | RAP MIYO-CHAN                                            | FHDF-1483              | RAP MIYO-CHAN                                     | Cha!K.A.T.O. with BRAND NEW MONKEYS名義 ザ・ドリフターズのシングル「ミヨちゃん」をラップ調にアレンジした曲。『ドリフ大爆笑』の歌コーナーでも披露された。 | 44位                   |
| 2nd                        | 1995年5月25日          | RAP MIYO-CHAN                                            | FHDF-1483              | RAP MIYO-CHAN (オリジナル・カラオケ)              | Cha!K.A.T.O. with BRAND NEW MONKEYS名義 ザ・ドリフターズのシングル「ミヨちゃん」をラップ調にアレンジした曲。『ドリフ大爆笑』の歌コーナーでも披露された。 | 44位                   |
| 3rd                        | 1995年12月21日         | 加トちゃんのスキャットマン                               | FHDF-1525              | 加トチャンのスキャットマン (CHA-MAN'S BASIC MIX)  | スキャットマン・ジョン「スキャットマン」のカバー | 62位                   |
| 3rd                        | 1995年12月21日         | 加トちゃんのスキャットマン                               | FHDF-1525              | 加トチャンのスキャットマン (CHA-MAN'S REGGAE MIX) | スキャットマン・ジョン「スキャットマン」のカバー | 62位                   |
| 東芝EMI / EASTWORLD        |                        |                                                          |                        |                                                   | |                        |
| 4th                        | 1998年7月29日          | ハッピーライフ                                           | TODT-5173              | ハッピーライフ                                    | MEN'S 5+加藤茶名義 | -                      |
| 4th                        | 1998年7月29日          | ハッピーライフ                                           | TODT-5173              | Yarite-Yo!                                        | MEN'S 5+加藤茶名義 | -                      |
| テイチクエンタテインメント |                        |                                                          |                        |                                                   | |                        |
| 5th                        | 2011年10月5日          | ワッショイ! 加トちゃんメドレー!!                         | TECA-12311             | ワッショイ! 加トちゃんメドレー!!                  | | -                      |
| 5th                        | 2011年10月5日          | ワッショイ! 加トちゃんメドレー!!                         | TECA-12311             | むかいかぜ                                        | | -                      |
| 5th                        | 2011年10月5日          | ワッショイ! 加トちゃんメドレー!!                         | TECA-12311             | 加トー茶チャチャチャ論語塾                        | | -                      |

### アルバム

#### ミニアルバム
| 枚           | 発売日        | タイトル                 | 規格品番     | 備考 |
| ファンハウス | ファンハウス  | ファンハウス             | ファンハウス | ファンハウス |
| ------------ | ------------- | ------------------------ | ------------ | --- |
| 1st          | 1995年6月25日 | ズンドコ伝説             | FHCF-2230    | |
| 2nd          | 1996年2月1日  | 加トちゃんのミニアルバム | FHCF-2275    | 「加トちゃんのスキャットマン」と「RAP MIYO-CHAN」オリジナルとリミックスを収録。「加トちゃんのスキャットマン」のカップリングだった「加トちゃんのスキャットマン」(CHA-MAN'S REGGAE MIX)は未収録。 |

### 参加作品
| 発売日                                  | タイトル                                | 規格品番                                   | 備考                                                                         |
| ビクターエンタテインメント / flying Dog | ビクターエンタテインメント / flying Dog | ビクターエンタテインメント / flying Dog    | ビクターエンタテインメント / flying Dog                                      |
| --------------------------------------- | --------------------------------------- | ------------------------------------------ | ---------------------------------------------------------------------------- |
| 2012年5月23日                           | 花は咲く                                | VTZL-43（初回限定版） VTCL-35132（通常版） | NHK東日本大震災復興応援ソング 花は咲くプロジェクトのメンバーとして歌唱参加。 |

## タレントとしての評価
- いかりやは著書『だめだこりゃ』で「ネタを積極的に出すタイプではなかったが、笑いを誘う間が良かった。ミュージシャンとしての才能、特にリズム感がお笑いでも生きている」と評している。
- ドラマーとしての評価も高く、コメディアンとしての認知が高かったころの『全員集合』でもその実力の一端を見せているほか（西城秀樹とのドラムバトルは、たびたび『全員集合』の回顧企画でも取り上げられている）、1974年の映画『ザ・ドリフターズの極楽はどこだ!!』でも加藤の長尺ドラム・ソロが披露されている。その経験の延長から、クラシックのオーケストラを用いたコントではマリンバやティンパニ、邦楽や盆踊りを題材にしたコントでは和太鼓等、打楽器の演奏もたびたび披露している。他にも、テレビ番組[どれ?]で大リーガーのランディ・ジョンソンとのドラムバトルを披露している。
- それぞれの県や観光地ごとに自身がキャラクターモデルとなった「御当地加トちゃん」が発売されている。「御当地加トちゃん」の第1号は、2000年に静岡県限定で発売された「茶っきり加トちゃん」である。

## 演じた俳優
- 勝地涼 -『志村けんとドリフの大爆笑物語』（2021年、フジテレビ）